# Otto Elben

Otto Elben

Hermann Otto Karl Elben (* 30. Januar 1823 in Stuttgart; † 28. April 1899 ebenda) war ein deutscher Journalist und Politiker.
Er war Verleger des Schwäbischen Merkur, Mitbegründer des Schwäbischen Sängerbundes und Initiator der Bahnstrecke Stuttgart–Horb, die Böblingen an das Eisenbahnnetz anschloss.

## Herkunft
Otto Elben war der Sohn des Journalisten Karl Elben (1790–1854) und gehörte der evangelischen Landeskirche in Württemberg an. Otto Elbens Mutter Wilhelmine (1800–1840) war die Tochter des württembergischen Oberhofpredigers, Prälaten und Studienratsdirektors Friedrich Gottlieb von Süskind (1767–1829). Otto Elbens Großvater Christian Gottfried Elben (1754–1829) war Gründer und Herausgeber des Schwäbischen Merkurs. Zur großen Elben-Verwandtschaft zählte auch Ottos Onkel Emil Elben (1795–1873).

## Leben
Nach Besuch des Gymnasiums in Stuttgart machte Otto Elben eine Ausbildung zum Buchhändler bei Karl Baedeker in Koblenz. Von April 1841 bis Dezember 1844 studierte er Rechtswissenschaften an der Eberhard Karls Universität Tübingen. 1844 wurde er Mitglied der Burschenschaft Walhalla.
Nach seinem ersten juristischen Examen wurde Otto Elben Referendar am Gerichtshof in Esslingen. Im Jahr 1845 setzte er sein Referendariat im Kriminalsenat Stuttgart fort und schloss es am Stadtgericht Stuttgart ab.
Nach mehreren Auslandsaufenthalten wurde Otto Elben im Oktober 1847 Redaktionsmitglied der Tageszeitung Schwäbischer Merkur. Nach dem Tod seines Vaters 1854 wurde Otto Elben Hauptschriftleiter und Verleger des Schwäbischen Merkurs, der von seinem Großvater gegründeten Stuttgarter Tageszeitung. Die Aufgaben des Verlegers und Hauptschriftleiters übte Otto Elben bis 1894 aus.

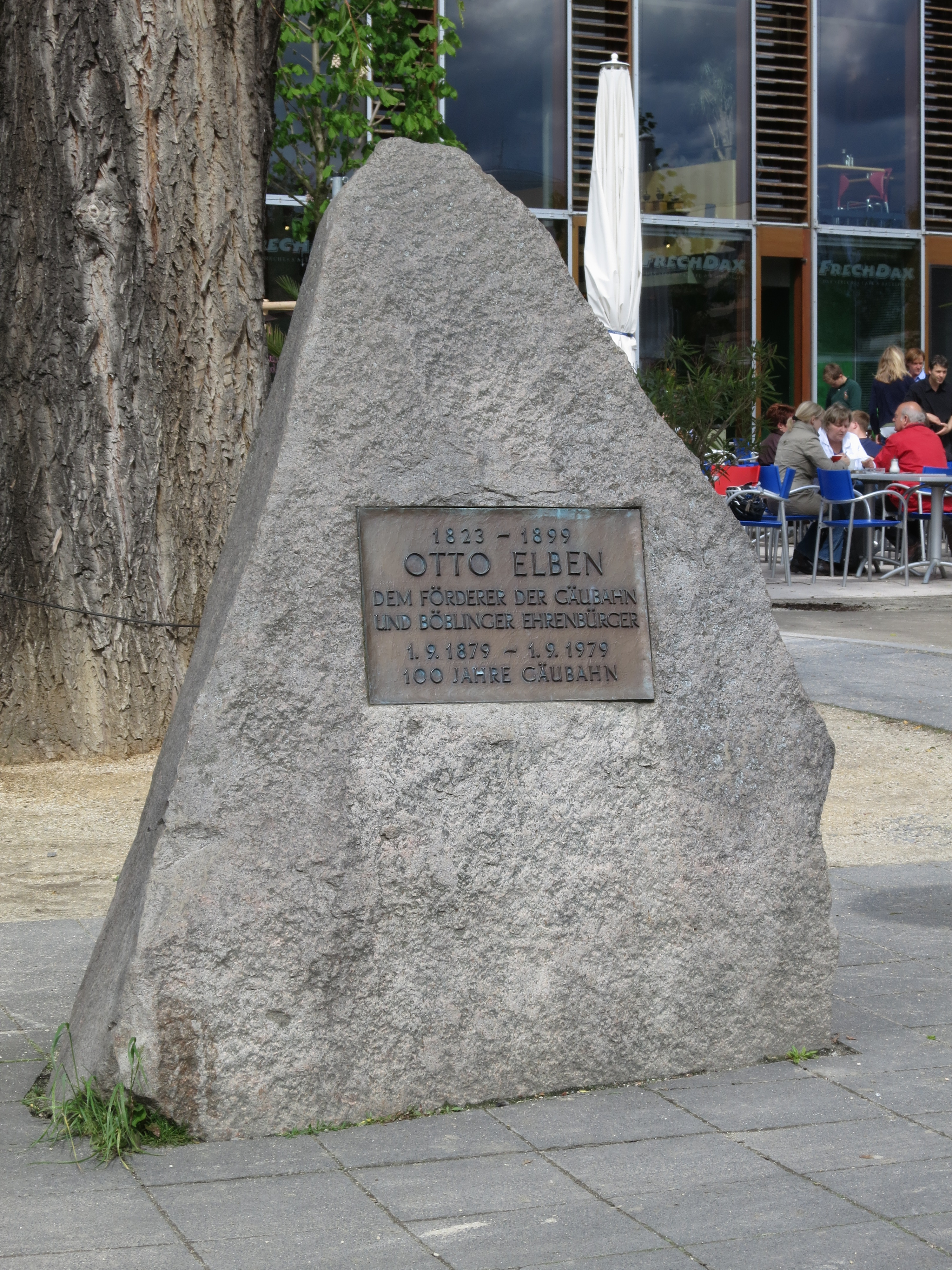
Denkmal für Otto Elben in Böblingen

Politisch aktiv war Otto Elben von 1868 bis 1882 als Abgeordneter für den Bezirk Böblingen im königlich-württembergischen Landtag. Von 1871 bis 1876 war er zudem Mitglied des Reichstags. Sein Reichstagsmandat gewann er im Wahlkreis Württemberg 4 (Böblingen, Vaihingen, Leonberg, Maulbronn). Im Reichstag gehörte er zur Fraktion der Nationalliberalen.
Elben setzte sich im Verbund mit den in Eisenbahnkomitees organisierten lokalen Vertretern für den Bau einer Eisenbahnlinie von Stuttgart über Böblingen und Eutingen im Gäu nach Freudenstadt ein, die schließlich 1874 beschlossen wurde. Böblingen verlieh ihm für seine Bemühungen das Ehrenbürgerrecht und ehrt ihn heute noch mit dem „Elbenplatz“ und einem Denkmal. Für seine Verdienste um den Eisenbahnbau zwischen Wangen und Kißlegg ehrte auch die Stadt Wangen im Allgäu Otto Elben 1880 mit der Verleihung des Ehrenbürgerrechts.

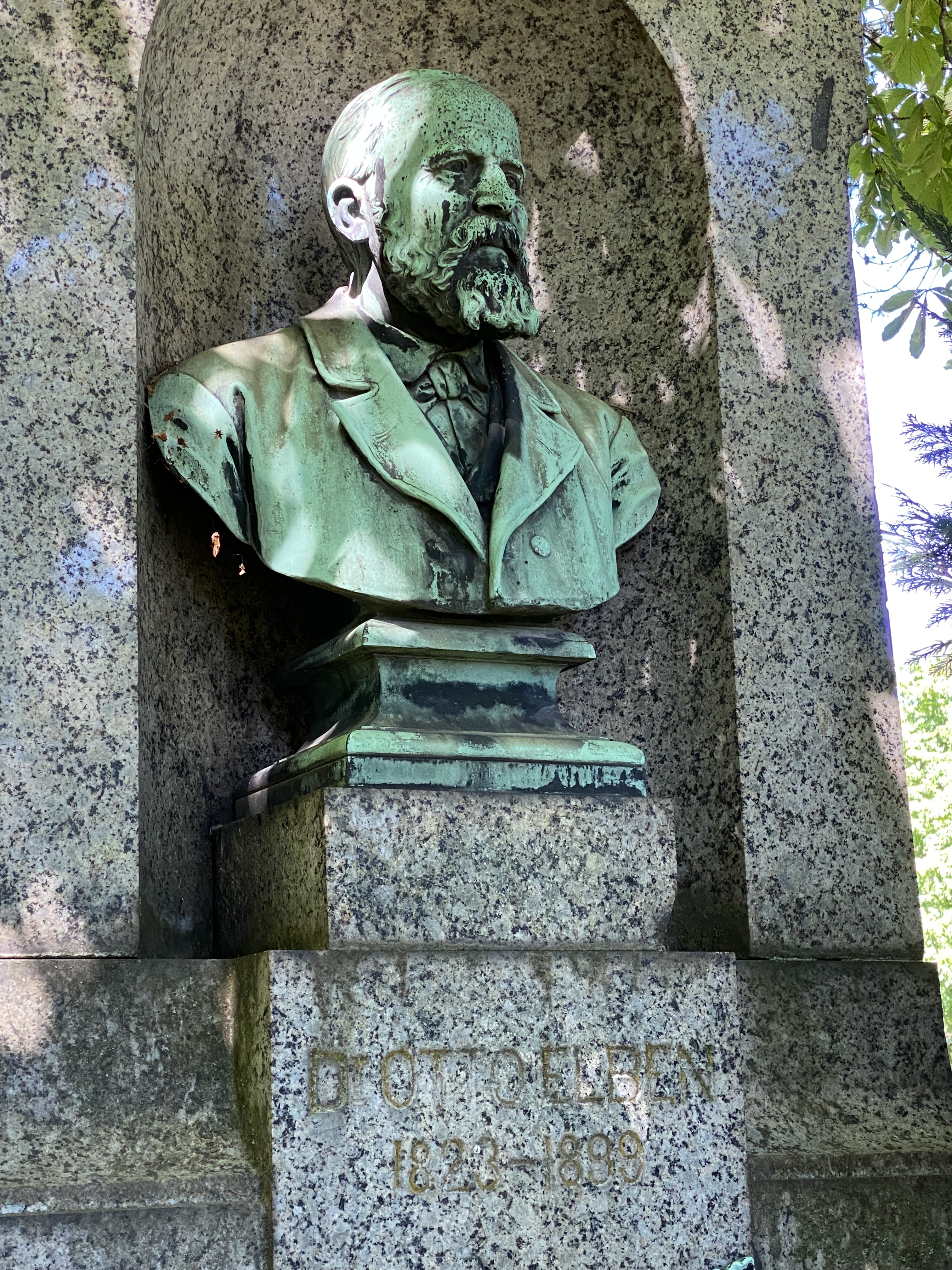
Grabdenkmal mit der Porträtbüste Otto Elbens auf dem Pragfriedhof, Abteilung 5

Otto Elben wurde in Abteilung 5 auf dem Pragfriedhof in Stuttgart begraben. Ein ehrendes Andenken an Otto Elben als Mitgründer des Schwäbischen- und Deutschen Sängerbundes bewahren die Sängervereine im Landkreis Böblingen. 1934 wurde innerhalb des Verbandes der Otto-Elben-Kreis gebildet und heute trägt die Chorvereinigung den Namen Chorverband Otto Elben e. V.

## Privatleben
Otto Elben heiratete 1848 in Münsingen Sofie Charlotte Franziska Kapff (1827–1900), Tochter des württembergischen Oberamtsrichters Sixt August Kapff. Aus der Ehe gingen sechs Kinder hervor, darunter der Jurist und Journalist Karl Elben (1855–1914). Seine Tochter Hildegard Elben (1849–1914) war mit dem Schriftsteller und Fabrikanten Emil Engelmann verheiratet.

## Werke
- Otto Elben: Lebenserinnerungen 1823–1899. Kohlhammer, Stuttgart 1931.
- Otto Elben: Der volksthümliche deutsche Männergesang. Reprint. Möseler, Wolfenbüttel 1991.